# Giulio Beverini
Giulio Beverini (La Spezia, 10 febbraio 1871 – La Spezia, 13 gennaio 1903) è stato un politico e filantropo italiano.

## Biografia
La famiglia Beverini apparteneva alla borghesia spezzina, nota nelle professioni dell'avvocatura e dell'impresa armatoriale. Il giovane Giulio, completati gli studi all'Università di Torino, si dedica precocemente all'attività politica cittadina arrivando a ricoprire varie cariche nella pubblica amministrazione.
Nel 1897, all'età di soli ventisette anni, è eletto sindaco in un periodo di forti contrasti legati allo sviluppo della città e si preoccupa di mantenervi la concordia tra le parti politiche. Dà l'avvio a molte opere che si erano rese necessarie alla nuova città quali la rete d'illuminazione elettrica e il servizio tramviario cittadino, la costruzione del nuovo Palazzo Comunale. Altre cure dedica all'ampliamento del nuovo porto mercantile, all'urbanistica e ai servizi cimiteriali.
Consapevole della necessità di un ospedale cittadino fa anche dono alla comunità di un adeguato appezzamento di terreno e di un finanziamento per avviarne la costruzione.
Muore precocemente a La Spezia nel 1903, un anno prima della scadenza del suo mandato.
La città gli ha dedicato una piazza nel centro storico.